# Torneo del Interior A 2002
El Torneo del Interior A de 2002 (también llamado Torneo del Interior - Zona Campeonato) fue la quinta edición del torneo organizado por la Unión Argentina de Rugby que reúne a los mejores clubes de todas las uniones provinciales de la Argentina, excluyendo a la Unión de Rugby de Buenos Aires. Se llevó a cabo entre el 31 de agosto y el 27 de septiembre de 2002.
El torneo mantuvo el formato de la temporada anterior, a excepción de la fase de grupos, la cual volvió a disputarse a una sola ronda en lugar de disputar encuentros de local y visitante ante cada rival. Además, el torneo introdujo un sistema de intercambio de plazas con el Torneo del Interior B, con la región de origen del club campeón del Interior B recibiendo el cupo de la región de origen del club peor clasificado del Interior A.
Jockey Club de Rosario se consagró campeón al derrotar a Universitario de Tucumán en la final por 32 a 28, obteniendo su segundo título tras el conseguido en el año 2000.

## Equipos participantes
Participaron de este torneo 16 clubes, provenientes del Campeonato Oficial Cordobés (cuatro equipos), el Torneo Regional del Litoral (cuatro equipos), el Torneo Regional del Noroeste (cuatro equipos), el Torneo Regional del Oeste (tres equipos) y el Torneo de la URMDP (un equipo).
| Club                           | Vía de clasificación                                                                         |
| ------------------------------ | -------------------------------------------------------------------------------------------- |
| Club La Tablada                | Campeón del Torneo del Interior A 2001 y 4.° puesto en el Campeonato Oficial de la UCR 2002. |
| Club Palermo Bajo              | Campeón del Campeonato Oficial de la UCR 2002.                                               |
| Jockey Club de Córdoba         | Subcampeón del Campeonato Oficial de la UCR 2002.                                            |
| Tala Rugby Club                | 3.° puesto en el Campeonato Oficial de la UCR 2002.                                          |
| Duendes Rugby Club             | Campeón del Torneo Regional del Litoral 2002.                                                |
| Jockey Club de Rosario         | Subcampeón del Torneo Regional del Litoral 2002.                                             |
| Estudiantes de Paraná          | 3.° puesto en el Torneo Regional del Litoral 2002.                                           |
| Gimnasia y Esgrima de Rosario  | 4.° puesto en el Torneo Regional del Litoral 2002.                                           |
| Cardenales Rugby Club          | Campeón del Torneo Regional del Noroeste 2002 (compartido).                                  |
| Universitario de Tucumán       | Campeón del Torneo Regional del Noroeste 2002 (compartido).                                  |
| Huirapuca                      | 3.° puesto en el Torneo Regional del Noroeste 2002.                                          |
| Universitario de Salta         | 4.° puesto en el Torneo Regional del Noroeste 2002.                                          |
| Los Tordos Rugby Club          | Campeón del Torneo Regional del Oeste 2002.                                                  |
| Marista Rugby Club             | Subcampeón del Torneo Regional del Oeste 2002.                                               |
| UNSJ                           | 3.° puesto en el Torneo Regional del Oeste 2002.                                             |
| Universitario de Mar del Plata | Campeón del Torneo de la URDMP 2002.                                                         |

### Distribución geográfica de los equipos
| Jurisdicción              | Cant. |
| ------------------------- | ----- |
| Provincia de Córdoba      | 4     |
| Provincia de Santa Fe     | 3     |
| Provincia de Tucumán      | 3     |
| Provincia de Mendoza      | 2     |
| Provincia de Buenos Aires | 1     |
| Provincia de Entre Ríos   | 1     |
| Provincia de Salta        | 1     |
| Provincia de San Juan     | 1     |

| Jurisdicción                    | Cant. |
| ------------------------------- | ----- |
| Unión Cordobesa de Rugby        | 4     |
| Unión de Rugby de Rosario       | 3     |
| Unión de Rugby de Tucumán       | 3     |
| Unión de Rugby de Cuyo          | 2     |
| Unión de Rugby de Mar del Plata | 1     |
| Unión de Rugby de Salta         | 1     |
| Unión Entrerriana de Rugby      | 1     |
| Unión Sanjuanina de Rugby       | 1     |

## Formato
Los dieciséis equipos fueron divididos en cuatro zonas de cuatro equipos cada una, las cuales se resolvieron bajo el sistema de todos contra todos a una sola ronda, alternando encuentros de local y de visitante. Se utilizó el sistema de puntos bonus, otorgando 4 puntos por partido ganado, 2 por empatado, 0 por perdido, 1 punto bonus por marcar cuatro tries o más y 1 punto bonus por perder por siete puntos o menos.
Los ganadores de cada una de las zonas clasificaron a la fase final, en la cual se declaró al campeón, disputándose a eliminación directa y con las localías en todos los partidos decidiéndose por sorteo. Los cuatro semifinalistas y los cuatro segundos de la fase de grupos clasificaron al Nacional de Clubes de 2002. Los ocho equipos restantes clasificaron al Nacional de Clubes A2.

## Primera fase

### Zona 1
| Pos. | Equipos               | Partidos | Partidos | Partidos | Tantos | Tantos | Tantos | Pts. |
| Pos. | Equipos               | G        | E        | P        | PF     | PC     | DP     | Pts. |
| ---- | --------------------- | -------- | -------- | -------- | ------ | ------ | ------ | ---- |
| 1.°  | Universitario (T)     | 3        | 0        | 0        | 160    | 56     | +104   | 15   |
| 2.°  | Estudiantes de Paraná | 2        | 0        | 1        | 89     | 97     | -8     | 9    |
| 3.°  | Universitario (MDP)   | 1        | 0        | 2        | 72     | 106    | -34    | 5    |
| 4.°  | Palermo Bajo          | 0        | 0        | 3        | 73     | 135    | -62    | 3    |

|  | Clasifica a fase final y al Nacional de Clubes 2002 |
|  | Clasifica al Nacional de Clubes 2002                |
|  | Clasifica al Nacional de Clubes A2 2002             |

| 31 de agosto | Universitario (T) | 50 - 20              | Universitario (MDP) |                                  |                                  |
|              |                   | Reporte p.35 Reporte |                     | Árbitro(s): Osvaldo Lico (Salta) | Árbitro(s): Osvaldo Lico (Salta) |

| 1 de agosto | Palermo Bajo | 31 - 39 | Estudiantes de Paraná |                                        |                                        |
|             |              | Reporte |                       | Árbitro(s): Santiago Borsani (Rosario) | Árbitro(s): Santiago Borsani (Rosario) |

| 7 de agosto | Universitario (MDP) | 30 - 25 | Palermo Bajo |                                             |                                             |
|             |                     | Reporte |              | Árbitro(s): Roberto Martínez (Buenos Aires) | Árbitro(s): Roberto Martínez (Buenos Aires) |

| 8 de agosto | Universitario (T) | 44 - 19 | Estudiantes de Paraná |                                     |                                     |
|             |                   | Reporte |                       | Árbitro(s): Ricardo Aguirre (Salta) | Árbitro(s): Ricardo Aguirre (Salta) |

| 14 de agosto | Palermo Bajo | 17 - 66              | Universitario (T) |  |  |
|              |              | Reporte p.35 Reporte |                   |  |  |

| 15 de agosto | Estudiantes de Paraná | 31 - 22              | Universitario (MDP) |  |  |
|              |                       | Reporte p.35 Reporte |                     |  |  |

### Zona 2
| Pos. | Equipos                | Partidos | Partidos | Partidos | Tantos | Tantos | Tantos | Pts. |
| Pos. | Equipos                | G        | E        | P        | PF     | PC     | DP     | Pts. |
| ---- | ---------------------- | -------- | -------- | -------- | ------ | ------ | ------ | ---- |
| 1.°  | Gimnasia y Esgrima (R) | 3        | 0        | 0        | 91     | 74     | +17    | 13   |
| 2.°  | Los Tordos             | 2        | 0        | 1        | 88     | 74     | +14    | 10   |
| 3.°  | Huirapuca              | 1        | 0        | 2        | 74     | 74     | +0     | 7    |
| 4.°  | Jockey Club (C)        | 0        | 0        | 3        | 62     | 93     | -31    | 1    |

|  | Clasifica a fase final y al Nacional de Clubes 2002 |
|  | Clasifica al Nacional de Clubes 2002                |
|  | Clasifica al Nacional de Clubes A2 2002             |

| 31 de agosto | Los Tordos | 30 - 29              | Huirapuca |                                            |                                            |
|              |            | Reporte p.35 Reporte |           | Árbitro(s): Víctor Rabuffetti (Entre Ríos) | Árbitro(s): Víctor Rabuffetti (Entre Ríos) |

| 31 de agosto | Jockey Club (C) | 26 - 38              | Gimnasia y Esgrima (R) |                                      |                                      |
|              |                 | Reporte p.35 Reporte |                        | Árbitro(s): Eduardo Bancalari (Cuyo) | Árbitro(s): Eduardo Bancalari (Cuyo) |

| 7 de agosto | Jockey Club (C) | 18 - 20 | Huirapuca |                                              |                                              |
|             |                 | Reporte |           | Árbitro(s): Juan Pablo Spirandelli (Rosario) | Árbitro(s): Juan Pablo Spirandelli (Rosario) |

| 8 de agosto | Gimnasia y Esgrima (R) | 27 - 23              | Los Tordos |                                         |                                         |
|             |                        | Reporte p.35 Reporte |            | Árbitro(s): Marcelo Domínguez (Córdoba) | Árbitro(s): Marcelo Domínguez (Córdoba) |

| 14 de agosto | Los Tordos | 35 - 18              | Jockey Club (C) |  |  |
|              |            | Reporte p.35 Reporte |                 |  |  |

| 14 de agosto | Huirapuca | 25 - 26              | Gimnasia y Esgrima (R) |  |  |
|              |           | Reporte p.35 Reporte |                        |  |  |

### Zona 3
| Pos. | Equipos         | Partidos | Partidos | Partidos | Tantos | Tantos | Tantos | Pts. |
| Pos. | Equipos         | G        | E        | P        | PF     | PC     | DP     | Pts. |
| ---- | --------------- | -------- | -------- | -------- | ------ | ------ | ------ | ---- |
| 1.°  | Jockey Club (R) | 2        | 0        | 1        | 144    | 39     | +105   | 11   |
| 2.°  | La Tablada      | 2        | 0        | 1        | 89     | 63     | +26    | 10   |
| 3.°  | Cardenales      | 2        | 0        | 1        | 69     | 82     | -13    | 9    |
| 4.°  | UNSJ            | 0        | 0        | 3        | 25     | 143    | -118   | 1    |

|  | Clasifica a fase final y al Nacional de Clubes 2002 |
|  | Clasifica al Nacional de Clubes 2002                |
|  | Clasifica al Nacional de Clubes A2 2002             |

| 31 de agosto | Jockey Club (R) | 42 - 13              | La Tablada |                                            |                                            |
|              |                 | Reporte p.35 Reporte |            | Árbitro(s): Marcelo Toscano (Buenos Aires) | Árbitro(s): Marcelo Toscano (Buenos Aires) |

| 1 de agosto | Cardenales | 25 - 22              | UNSJ |                                     |                                     |
|             |            | Reporte p.35 Reporte |      | Árbitro(s): Daniel Javase (Córdoba) | Árbitro(s): Daniel Javase (Córdoba) |

| 7 de agosto | La Tablada | 37 - 18 | Cardenales |                                        |                                        |
|             |            | Reporte |            | Árbitro(s): Santiago Borsani (Rosario) | Árbitro(s): Santiago Borsani (Rosario) |

| 8 de agosto | Jockey Club (R) | 79 - 0               | UNSJ |                                            |                                            |
|             |                 | Reporte p.36 Reporte |      | Árbitro(s): Víctor Rabuffetti (Entre Ríos) | Árbitro(s): Víctor Rabuffetti (Entre Ríos) |

| 15 de agosto | UNSJ | 3 - 39               | La Tablada |  |  |
|              |      | Reporte p.36 Reporte |            |  |  |

| 15 de agosto | Cardenales | 26 - 23              | Jockey Club (R) |  |  |
|              |            | Reporte p.36 Reporte |                 |  |  |

### Zona 4
| Pos. | Equipos           | Partidos | Partidos | Partidos | Tantos | Tantos | Tantos | Pts. |
| Pos. | Equipos           | G        | E        | P        | PF     | PC     | DP     | Pts. |
| ---- | ----------------- | -------- | -------- | -------- | ------ | ------ | ------ | ---- |
| 1.°  | Tala              | 2        | 0        | 1        | 78     | 67     | +11    | 10   |
| 2.°  | Universitario (S) | 2        | 0        | 1        | 88     | 93     | -5     | 9    |
| 3.°  | Duendes           | 1        | 0        | 2        | 89     | 55     | +34    | 8    |
| 4.°  | Marista           | 1        | 0        | 2        | 53     | 93     | -40    | 5    |

|  | Clasifica a fase final y al Nacional de Clubes 2002 |
|  | Clasifica al Nacional de Clubes 2002                |
|  | Clasifica al Nacional de Clubes A2 2002             |

| 31 de agosto | Duendes | 13 - 14 | Tala |                                      |                                      |
|              |         | Reporte |      | Árbitro(s): Marcelo Abdala (Tucumán) | Árbitro(s): Marcelo Abdala (Tucumán) |

| 31 de agosto | Marista | 20 - 26              | Universitario (S) |                                              |                                              |
|              |         | Reporte p.36 Reporte |                   | Árbitro(s): Juan Pablo Spirandelli (Rosario) | Árbitro(s): Juan Pablo Spirandelli (Rosario) |

| 7 de agosto | Marista | 27 - 25 | Tala |                                             |                                             |
|             |         | Reporte |      | Árbitro(s): Ricardo Ponce de León (Tucumán) | Árbitro(s): Ricardo Ponce de León (Tucumán) |

| 8 de agosto | Universitario (S) | 35 - 34              | Duendes |                                      |                                      |
|             |                   | Reporte p.36 Reporte |         | Árbitro(s): Marcelo Abdala (Tucumán) | Árbitro(s): Marcelo Abdala (Tucumán) |

| 13 de agosto | Duendes | 42 - 6               | Marista |                                    |                                    |
|              |         | Reporte p.36 Reporte |         | Árbitro(s): Agustín Auad (Tucumán) | Árbitro(s): Agustín Auad (Tucumán) |

| 15 de agosto | Tala | 39 - 27              | Universitario (S) |  |  |
|              |      | Reporte p.36 Reporte |                   |  |  |

### Intercambio de plazas
La UNSJ de San Juan fue el peor clasificado de la fase grupos, por lo que el Torneo Regional del Oeste perdió uno de sus tres cupos para el Torneo del Interior A 2003. Ese cupo fue otorgado al Torneo Regional del Nordeste, región del club que posteriormente ganaría el Torneo del Interior B 2002, Taragüy Rugby Club de Corrientes.

## Fase final

### Cuadro de desarrollo
|  | Semifinales            | Semifinales      |                   |                 | Final            | Final            |  |
|  | 21 de septiembre       | 21 de septiembre |                   |                 | 27 de septiembre | 27 de septiembre |  |
|  |                        |                  |                   |                 |                  |                  |  |
|  |                        |                  |                   |                 |                  |                  |  |
|  | Jockey Club (R)        | 50               |                   |                 |                  |                  |  |
|  | Jockey Club (R)        | 50               |                   |                 |                  |                  |  |
|  | Tala                   | 22               |                   |                 |                  |                  |  |
|  | Tala                   | 22               |                   | Jockey Club (R) | 32               |                  |  |
|  |                        |                  |                   | Jockey Club (R) | 32               |                  |  |
|  |                        |                  | Universitario (T) | 28              |                  |                  |  |
|  | Universitario (T)      | 37               | Universitario (T) | 28              |                  |                  |  |
|  | Universitario (T)      | 37               |                   |                 |                  |                  |  |
|  | Gimnasia y Esgrima (R) | 10               |                   |                 |                  |                  |  |
|  | Gimnasia y Esgrima (R) | 10               |                   |                 |                  |                  |  |
|  |                        |                  |                   |                 |                  |                  |  |

Semifinales
| 21 de septiembre | Jockey Club (R) | 50 - 22              | Tala |  |  |
|                  |                 | Reporte p.36 Reporte |      |  |  |

| 21 de septiembre | Universitario (T) | 37 - 10              | Gimnasia y Esgrima (R) |                                         |                                         |
|                  |                   | Reporte p.36 Reporte |                        | Árbitro(s): Marcelo Domínguez (Córdoba) | Árbitro(s): Marcelo Domínguez (Córdoba) |

Final
| 27 de septiembre | Jockey Club (R) | 32 - 28 | Universitario (T) |                                                                   |                                                                   |
|                  |                 | Reporte |                   | Asistencia: 2000 espectadores Árbitro(s): Daniel Javase (Córdoba) | Asistencia: 2000 espectadores Árbitro(s): Daniel Javase (Córdoba) |

| Bandera de la Provincia de Santa Fe |
| Jockey Club de Rosario Campeón      |
| Segundo título                      |